# Abrodictyum boninense
Abrodictyum boninense är en hinnbräkenväxtart som beskrevs av Motozi Tagawa och Kunio Iwatsuki.
Abrodictyum boninense ingår i släktet Abrodictyum och familjen Hymenophyllaceae. Inga underarter finns listade i Catalogue of Life.